# Полещиков Микола Іванович
Микола Іванович Полещиков (нар. 21 квітня (4 травня) 1910 — пом. 13 листопада 1944) — радянський військовик часів Другої світової війни, командир відділення саперного взводу 4-ї гвардійської механізованої бригади 2-го гвардійського механізованого корпусу, гвардії червоноармієць. Герой Радянського Союзу (1944).

## Життєпис
Народився в селі Нова Жуківка Базарно-Карабулацької волості Саратовського повіту Саратовської губернії Російської імперії (нині — Базарно-Карабулацький район Саратовської області) в селянській родині. Росіянин. Здобув початкову освіту. Працював теслею.
До лав РСЧА призваний Вольським РВК Саратовської області в липні 1942 року.
Воював на Південному, 4-у, 3-у та 2-у Українських фронтах. Брав участь в обороні Сталінграда, визволенні Донбасу.
Особливо гвардії червоноармієць М. І. Полещиков відзначився під час форсування Дніпра. У березні 1944 року в результаті проведення Березнегувато-Снігурівської операції військами 3-го Українського фронту були форсовані річки Дніпро в його нижній течії, Інгулець, Південний Буг, звільнені міста Херсон і Миколаїв.
Відділення, яким командував М. Полещиков, отримало наказ переправити через Дніпро штурмову групу в районі села Михайлівки та забезпечити її просування до переднього краю ворожої оборони, прикритого мінними полями і дротяними загородженнями. В ніч на 10 березня 1944 року на плотах і рибальських човнах почалась переправа. Коли штурмова група досягла середини Дніпра, вона була помічена супротивником, який відкрив інтенсивний вогонь з усіх видів зброї. Попри це, дружно налягаючи на весла і маскуючись очеретами, десантники причалили до правого берега. Четверо саперів на чолі з М. Полещиковим під холодним березневим дощем і сильним вітром поповзли до ворожих траншей, перевіряючи щупами кожний клаптик землі. Всього протягом ночі сапери знешкодили 478 ворожих мін, а також, вміло діючи ножицями, зробили прохід у дротяному загородженні для проходження штурмової групи. Коли сапери були виявлені супротивником і по ним відкрили вогонь з кулемета, гвардії червоноармієць М. Полещиков підповз впритул до кулемета й закидав його обслугу ручними гранатами. Кулемет замовк. Штурмова група, скориставшись ослабленням вогню, стрімкою атакою увірвалася до ворожих траншей, захопила прибережну висоту і забезпечила форсування основних сил батальйону.
Розгромивши супротивника на Дніпрі, передові підрозділи 4-ї гвардійської механізованої бригади вранці 13 березня 1944 року вийшли до повноводної навесні річки Інгулець. Засобів для переправи не виявилося. М. Полещиков організував виготовлення плотів з колод і дощок, зібрав рибальські човни і очолив переправу передового загону.
В ході наступальних боїв на підступах до Будапешту (Угорщина) в районі міста Цеґлед восени 1944 року командир саперного взводу інженерно-мінної роти 4-ї гвардійської механізованої бригади гвардії старшина М. І. Полещиков з групою саперів свого взводу вночі, під проливним дощем і артилерійським вогнем супротивника виявив замінований мост і знешкодив його, тим самим забезпечивши безпечний прохід танків і ударних частин піхоти бригади. 13 листопада 1944 року, виконуючи наказ командування, поблизу Кечкемета був важко поранений, але поле бою не полишив. Того ж дня помер від отриманих поранень.
Похований на міському некрополі в Миколаєві.

## Нагороди
Указом Президії Верховної Ради СРСР від 3 червня 1944 року за зразкове виконання бойових завдань командування на фронті боротьби з німецькими загарбниками та виявлені при цьому відвагу і героїзм, гвардії червоноармійцю Полещикову Миколі Івановичу присвоєне звання Героя Радянського Союзу з врученням ордена Леніна і медалі «Золота Зірка» (№ 3881).
Також був нагороджений орденом Вітчизняної війни 1-го ступеня (14.12.1944) і двома медалями.